# NGC 3813
NGC 3813 ist eine Spiralgalaxie vom Hubble-Typ Sb im Sternbild Großer Bär. Sie ist schätzungsweise 66 Millionen Lichtjahre von der Milchstraße entfernt.
Das Objekt wurde am 28. April 1785 von Wilhelm Herschel entdeckt.